# Michelle Creber
Michelle Nicole Creber, född 7 september 1999 i Vancouver, är en kanadensisk skådespelare.